# Joeri Kasjirin
Joeri Kasjirin (Oblast Voronezj, 20 januari 1959), was een wielrenner uit de Sovjet-Unie.
Kasjirin won tijdens de Olympische Zomerspelen 1980 in eigen land samen met zijn ploeggenoten de gouden medaille op de 100 kilometer ploegentijdrit.

## Resultaten op kampioenschappen
| Jaar | WK             | Olympische Zomerspelen            |
| ---- | -------------- | --------------------------------- |
| 1980 |                | ploegentijdrit · 23e wegwedstrijd |
| 1981 | ploegentijdrit |                                   |
| 1982 | ploegentijdrit |                                   |

1960: Trapè, Bailetti, Cogliati, Fornoni ·
1964: Zoet, Dolman, Karstens, Pieterse ·
1968: Zoetemelk, Den Hertog, Krekels, Pijnen ·
1972: Jardi, Komnatov, Lichatsjov, Sjoekov ·
1976: Tsjoekanov, Tsjaplygin, Kaminski, Pikkuus ·
1980: Kasjirin, Logvin, Sjelpakov, Jarkin ·
1984: Bartalini, Giovannetti, Poli, Vandelli ·
1988: Ampler, Kummer, Landsmann, Schur ·
1992: Dittert, Meyer, Peschel, Rich